# Roberto Cazzaniga (pallavolista)
Roberto Cazzaniga (Milano, 28 ottobre 1979) è un pallavolista italiano, opposto della New Mater.

## Carriera

### Club
La carriera di Roberto Cazzaniga inizia nel 1995 nelle giovanili della Pro Victoria Monza: nella stagione 1995-96 viene promosso in prima squadra, dove rimane per quattro annate, arrivando a disputare il campionato di Serie B2 nelle annate 1997-98 e 1999-00.
Nella stagione 2000-01 comincia la sua carriera professionistica nel Milano, in Serie A1, a cui resta legato per tre stagioni, prima di passare, per il campionato 2003-04, nel Ducato. Nella stagione 2004-05 viene ingaggiato dalla Gabeca di Montichiari, prima di accasarsi, nella stagione 2005-06, alla Reima Crema, club nel quale milita per cinque stagioni, tutte in Serie A2.
Nella stagione 2010-11 viene ingaggiato dal Segrate, sempre in serie cadetta, categoria nella quale milita anche nella stagione 2011-12 con la New Mater di Castellana Grotte, nella stagione 2012-13 nell'Atripalda e nella stagione 2013-14 con la Materdomini, sempre a Castellana Grotte: nell'annata 2014-15 resta nella stessa città ma indossa la nuovamente la maglia della New Mater, in Serie B2, club con cui resta per quattro stagioni, ottenendo tre promozioni consecutive e arrivando a giocare in Serie A1 nella stagione 2017-18.
Per il campionato 2018-19 torna alla Materdomini, in Serie A2, mentre nella stagione 2020-21 firma nuovamente per la New Mater, sempre in serie cadetta.

### Nazionale
Nel 2006 ottiene le prime convocazioni in nazionale, con la quale, nel 2009, vince la medaglia d'oro ai XVI Giochi del Mediterraneo.

## Palmarès

### Club
- Coppa Italia di Serie A2: 2

2011-12, 2012-13

### Nazionale (competizioni minori)
- Giochi del Mediterraneo 2009